# Odete
Odete è un film del 2005 diretto da João Pedro Rodrigues.
La pellicola è stata presentata al Festival di Cannes 2005, nella sezione Quinzaine des Réalisateurs, dove ha ottenuto la menzione speciale Cinémas de Recherche.

## Trama
(Odete)
Odete è una ragazza psicologicamente instabile che desidera la maternità a tutti costi. Il suo fidanzato Alberto la lascia quando si accorge che la maternità per Odete è diventata quasi un'ossessione.
Rui è un ragazzo omosessuale che non riesce a rielaborare il lutto per la morte del fidanzato Pedro. Il fantasma di Pedro compare da Odete rimasta ormai sola e la porta ad incontrare Rui.